# Maureen Cant
Pour les articles homonymes, voir Cant.
Maureen Cant, née le 17 mars 1965, est une joueuse canadienne de soccer. Elle est la sœur de Connie Cant.

## Carrière
Maureen Cant fait partie du premier groupe convoqué en équipe du Canada féminine en juillet 1986. 
Elle compte quatre sélections en équipe du Canada entre 1986 et 1987. Elle reçoit sa première sélection le 7 juillet 1986, contre les États-Unis (défaite 0-2). Elle obtient sa dernière sélection sous le maillot canadien le 7 juillet 1987, contre les Américaines (défaite 2-4).